# Plaza de Cristóbal Colón
Plaza histórica de la ciudad andaluza de El Puerto de Santa María.
Conocida antaño como plaza del Carbón, se caracterizaba por su intensa actividad, debida a la cercanía de los muelles pesquero y comercial de la ciudad. Por ella transitaba un alto número de personas y también de mercancías. Esto no se da en la actualidad, pero aún destacan edificios barrocos del siglo XVIII, como el palacio de Pablo Vizarrón. Su actual fisonomía obedece a una reforma efectuada en 1938, cuando se dedicó la plaza a Cristóbal Colón, por sus especiales relaciones con la Casa de Medinaceli y El Puerto de Santa María. Por este motivo se erigió en el centro de la plaza una cruz monumental conmemorativa hoy desaparecida, si bien aún se conservan los azulejos dedicados al insigne marino.
Todos los veranos se convierte en un espacio para la cultura, organizándose en la plaza conciertos, representaciones teatrales, etc.
- Datos: Q6079950